# 5650 Мочіхіто-о
5650 Мочіхіто-о (5650 Mochihito-o) — астероїд головного поясу, відкритий 10 грудня 1990 року.
Тіссеранів параметр щодо Юпітера — 3,365.